# El poder de las sombras
El poder de las sombras (en inglés: Torment) es una novela de fantasía de la saga Oscuros (Fallen) escrito por Lauren Kate y publicado el 28 de septiembre del 2010.
Continúa la historia de Lucinda "Luce" Price, con una joven aún de 17 años de edad, quien está enamorada de Daniel, un ángel caído. En Oscuros, Daniel le revela a Luce que su amor está maldito, está condenada a caer en el amor de Daniel, morir y renacer una y otra vez hasta que su misteriosa maldición sea rota. El ciclo aparentemente es interminable, su romance es seguido con avidez por las fuerzas celestiales y demoníacas, que ven en ellos dos una gran fuerza, que puede inclinar la balanza hacia su favor.
Algo parece ser diferente en esta vida, y Daniel está decidido a mantener a Luce a salvo de las fuerzas hostiles mientras él se alía con otros ángeles y demonios en una tregua a lo largo de dieciocho días. Instalada Luce en el condado de Shoreline, en una prestigiosa escuela ubicada al norte de California llamada Escuela de la Costa, donde se encuentra con una serie de estudiantes de medio ángel que aún tienen que elegir entre el bien y el mal. Luce se siente frustrada por la falta de voluntad de Daniel por no ser honesto con ella y está decidida a descubrir la verdad sobre su pasado.

## Argumento
Infierno en la tierra.
Eso es para Luce estar separada de su novio ángel caído, Daniel. Tardaron una eternidad para encontrarse, pero ahora él le ha dicho que debe irse. Sólo lo suficiente para cazar a los Rechazados, inmortales que quieren matar a Luce. Daniel lleva a Luce a la Escuela privada de la Costa, una escuela en la rocosa costa de California con estudiantes inusualmente dotados, Nefilims. Hijos de ángeles caídos que tienen con los mortales.
En Shoreline, Luce aprende lo que las sombras son, Anunciadoras, y cómo puede utilizarlas como ventanas para sus vidas anteriores. Sin embargo, cada vez que Luce aprende más, más sospecha que Daniel no le ha contado todo. Está escondiendo algo, algo peligroso.
¿Qué pasa si la versión de Daniel del pasado no es realmente cierta? ¿Qué pasa si Luce estaba predestinada a estar con alguien más?

## Personajes
- Lucinda 'Luce' Price

Esta vez Daniel envía a Luce a una nueva escuela en California llamada Escuela de la Costa, donde, como él dijo, ella estará a salvo. Luce no está segura de lo que está pasando. Ella ahora tiene curiosidad de conocer sus vidas pasadas, pero Daniel no está dispuesto a hacerle caso y contarle de sus vidas antiguas. A medida que la historia se desarrolla, Luce muestra un profundo resentimiento hacia Daniel. Si nunca se hubieran conocido, para empezar, podría haber tenido una vida normal sin tener que morir y renacer cada 17 años. Estos sentimientos entran en conflicto con el amor que aún siente por Daniel.
- Daniel Grigori

Daniel es un ángel caído, y en esta parte de la historia él ya es el novio de Luce. Se ve obligado a dejar a Luce en Shoreline con el fin de protegerla. Él hace un pacto, o más bien una tregua de 18 días con Cam, para poder cazar juntos a los que quieren hacerle daño a Luce. A pesar de que no tiene la intención de ver a Luce ya que llama mucho la atención, él todavía encuentra una manera de acercarse a ella. Sin embargo, cada vez que están juntos, da lugar a una discusión entre la pareja ya que Luce se impacienta con el hecho de que Daniel no puede decirle nada con respecto a su pasado.
- Cameron 'Cam' Briel

Cam también es un ángel caído. Él hace un pacto con Daniel durante 18 días para que ambos pudieran cazar a los desterrados (Proscritos), enviados por los Elders ya que están tratando de matar a Luce. Él no tiene un papel muy importante en este libro, pero sí muestra un lado más solidario ya que ayuda a proteger a Luce y se vuelve más protector hacia ella.
- Arriane Alter

Arriane es otro ángel caído, y es aliada de Daniel. Ella decide quedarse en Shoreline, para estar al pendiente de Luce. Al igual que Cam, ella no tiene un papel muy importante en este libro, pero se convierte en un momento en un tipo de pistas para Luce.
- Roland Sparks

Es otro ángel caído, es aliado de Cam. En esta parte de la historia, también es transferido para estudiar en Shoreline (se especula que cumplía órdenes de Cam y Daniel) para custodiar a Luce. Aún sigue siendo amable y popular como siempre.
- Gabrielle 'Gabbe' Givens

Gabbe es un ángel caído, aliada de Daniel. Su aspecto muy delicado desmiente su extraordinaria fuerza. Aparece al final del libro. Ella ayuda a Luce a combatir a los marginados o desterrados (ángeles desterrados del infierno y del cielo) en la cena de Acción de Gracias de Luce.
- Mary Margaret 'Molly' Zane

Ángel caído, aliada de Cam. Ella dice que la personalidad de Shelby le recuerda mucho a sí misma; aparece al final del libro en la batalla de Ángeles y Demonios contra los Poscritos en la casa de Luce.
- Mr. Cole

Profesor de Historia en "Espada y Cruz". Él es el único ser humano, además de Luce, que está al tanto de los ángeles caídos.
- Callie

Callie es la mejor amiga de Luce cuando estudiaba en la escuela preparatoria Dover. Descubre la identidad de los compañeros de Luce durante un evento desafortunado en Acción de Gracias.

## Personajes nuevos
- Miles Fisher

Él es un Nefilim (mitad mortal, mitad ángel), y uno de los primeros amigos de Luce en Shoreline. Su talento como parte de la línea de sangre de ángeles, es ser capaz de reflejar a los demás y de sí mismo (como un espejo). Miles hace honor a su afirmación de que sólo se puede realizar este poder con la gente que más quiere o ama. Él es amable y agradable, pronto se gana la confianza de Luce. Él ayuda a Luce a entender un poco más acerca de las anunciadoras. Miles la besa afuera de su dormitorio y le confiesa su amor por ella, Daniel presenció el encuentro. Él es del agrado de los padres de Luce, y también tiene una relación amistosa con Shelby.
- Shelby Sterris

Ella es compañera de cuarto de Luce en Shoreline, que también es una Nefilim. Al principio se disgustaba un poco de Luce, dando la impresión de que no le agradaba, pero con el tiempo se hacen amigas. Ella estaba enamorada de Daniel, lo conoció en Skid Row, lo invitó a una fiesta y confundió su preocupación con un sentimiento romántico; cuando Luce le pregunta sobre Daniel, ella miente al decir que tuvo un breve romance con él, lo cual crea un conflicto en Luce.
- Dawn

Otra Nefilim que es la mejor amiga de Jasmine y una de las amigas de Luce en Shoreline. Tiene un entusiasmo incontenible, siendo muy animada y divertida. Su fisonomía (apariencia) es muy similar a la de Luce, diciéndole que las dos parecían gemelas, después Luce se tiñó el pelo de rubio.
- Jasmine

Nephilim y la mejor amiga de Dawn. Ella es muy amable, pero también es perpetuamente alegre, muy alegre y cariñosa.
- Steven Filmore

Profesor de Shoreline, junto con Francesca, pero a diferencia de ella, Steven es un demonio. Él es llamado a veces por Dawn "Silver Fox". Su cabello es plateado y se sabe que tiene un cuerpo delgado y atractivo. Él es el primero de los profesores que está de acuerdo con Luce sobre las anunciadoras (seres de sombra que son capaces de almacenar los mensajes del pasado).
- Francesca

Profesora de Shoreline, junto con Steven. A diferencia de Steven, Francesca es un ángel. Ella es descrita por Luce como una bella mujer con un cuerpo hermoso y rizos dorados. Francesca admite más adelante en el libro que ella siente algo por Steven, pero es incapaz de comprometerse con él una vez que empiece la guerra.
- Phil

El llamado "ex-novio" de Shelby, es el encargado de espiar a Luce en Shoreline sin que nadie se da cuenta, ni siquiera Shelby, que sin darse cuenta le proporciona más información sobre Luce. Él es uno de los desterrados (Proscritos), y será el encargado de llevar a los marginados a la fiesta de Acción de gracias donde los ángeles caídos, la familia de Luce, su mejor amiga y los amigos Nefilim estarán ahí.

## Tipos de ángeles
- Ángel Caído

Según la Biblia, un ángel caído es un ángel que, codicia un poder superior, termina la entrega de "la oscuridad y el pecado." El término "ángel caído" indica que es un ángel que cayó del cielo. El más famoso es el ángel caído Lucifer. Los ángeles caídos son muy comunes en las historias de conflicto entre el bien y el mal. En el mundo de Oscuros hay dos bandos, el bando llamado comúnmente Ángeles están de lado del Trono (Dios) y los Demonios, tipo de ángeles caídos que eligieron estar de lado de Lucifer; cada bando reside de su poder de su deidad, el Trono o Lucifer.  
- Nefilim

Nefilim, son los hijos de los ángeles caídos que tienen con los mortales. Según en El poder de las sombras, algunos Nefilim tienen alas y pueden poseer talentos sobrenaturales menores (clonarse, lectura de la mente, etc). Los jóvenes Nefilims están aún en desarrollo de sus poderes, es por eso que es introducida la Escuela de la Costa, que además de ser un lugar de enseñanza es un refugio para los medio ángeles, ellos después de concluir sus estudios y perfeccionar sus habilidades tendrán que elegir un bando para la guerra. 
- Proscritos

Un rango particular de ángeles (Proscritos). Cam los describe como el peor tipo de ángel. Se quedaron junto a Lucifer durante la "revuelta", pero no dieron un paso al inframundo con él. Una vez que la batalla terminó, trataron de regresar al cielo, pero era demasiado tarde. También menciona que cuando trataron de ir al infierno, Lucifer los echó fuera permanentemente, y los dejó ciegos. Sin embargo, los marginados tienen un tremendo control de los otros cuatro sentidos. En El poder de las sombras, persiguen a Luce, porque piensan que si la capturaran, tendrán el acceso al cielo. Ellos residen su poder de Azazel, el ángel caído único, uno de los pocos forjadores de estrellas que aún sabe cómo crear Flechas Estelares.
- Elders

No se explica muy bien qué es lo que son los Elders, pero ellos quieren ver muerta a Luce más que nada. La Srta. Sophia es una de ellos, y trató de matar a Luce a finales de Oscuros.

## Captación
El poder de las sombras, debutó en el número 1 en la lista de superventas del New York Times, permaneciendo en esa posición durante la semana del 17 de octubre de 2010.